# Copy Con
Copy Con (eredetileg Pintér Gábor, Szolnok, 1983. március 2. –) magyar énekes, zeneszerző, szövegíró és előadóművész.
A magyarországi reggae, ragga és underground zenei élet egyik közismert előadóművésze.

## Életpályája
1996-ban, 13 évesen lépett először színpadra, rapperként. Az ifjúkori „zsengéket” a West Coast nagyjai ihlették, és korán megmutatták – az akkor még különböző művészneveken alkotó – ifjú tehetségét. Középiskolásként, majd az azt követő években több formációban is részt vett, ezek közül a KonTour, és a Dynasztija, valamint a ma is aktív Flegma Dog$ formáció ért el ismertséget. Az akkoriban általa hallgatott zenék, dalok hatására a rap és hiphop mellett egyre inkább a ragga és dancehall felé terelődött a figyelme, így saját szólódalait is a reggae és kapcsolódó műfajai ihlették. Ennek köszönhetően kapott meghívást a Tigris nevű ska-punk zenekarba, ahol Raggadozó néven lett MC.
Közben számos saját számot készített, amelyeket Conraggazin címmel, összesen négy albumba gyűjtve tett ki különböző internetes fórumokra, ezek hamarosan országosan elterjedtek, ismertté lettek.
Első szóló lemeze a Chameleon Records gondozásában jelent meg, 2005-ben, Szolnok City címmel, ez főleg a Conraggazin albumokból válogatott, de újraértelmezve a hangzást. Erről az albumról számos sláger járt kézről kézre és szájról szájra, a címadó dal mellett a Mona Lisa című szerzemény, vagy az óriás sikerű Nyócker című film egyik betétdala, a Ganjamama.
2005-től a Tigris zenekar mellett, szóló produkciójával, sound system felállással kezdte járni országszerte a klubokat: a formációt Copy Con mellett a Tilos Rádióból ismert selecta, Áfonya, és Legoman segéd mc alkotta.
Második hivatalos szólólemeze 2007-ben jelent meg Nép Hangja címmel. Az akkor megújuló MR2 Petőfi Rádió több számot, pl. a Ladánybene 27 riddim-re írt Mondd ki a szót, vagy a Tordas-t kiemelt rotációban kezdte játszani, aminek hatására még szélesebb körben terjedt az előadó híre. 
Az országos ismertségnek köszönhetően megnőtt a koncert és fesztivál felkérések száma, 2007 decemberében alakult meg Copy Con kísérőzenekara a Freedom Fighterz, mely a nagyobb klubok és fesztiválok színpadára kapott meghívást. 2008 óta, jelenleg is az egyik legnépszerűbb klubzenekar, évente országszerte klubokban és rangosabb fesztiválok nagyobb színpadain találkozhat vele a közönség.
2010-ben jelent meg harmadik szólólemeze Irónia címmel, melynek készítésénél fontos szempont volt a korábbi albumok nyers hangzása helyett egy szépen kevert, professzionális körülmények között rögzített zenei anyag kiadása. Az album keverését és masterét a közismert zenei producer és sampleres, Lepés Gábor végezte.
Copy Con mára az egyik legnépszerűbb hazai reggae, ragga előadó, aki az underground zenei élet klub és fesztiválkínálatának egyik rendszeres szereplője.

## Alkotásai
Copy Con dalai az első időktől kezdve részben riddimekre, részben azok átdolgozására, részben saját zenei szerzeményeire íródnak. Szövegvilága egyedi és őszinte, a ragga prozódiájának, ritmusának sajátosságait pontosan betartva alkotja dalait. 
A dalszerzés mellett folyamatosan rajzol és fest, képeinek felhasználásával készült az Irónia című lemezének borítója is.

## Diszkográfia
Szóló albumok:
- Szolnok city (2005)
- Nép hangja (2007)
- Irónia (2010)
- conRAGGAzin 4. (2012)
- AZ (2016)

Flegma Dog$:
- Az élet megy towább (2008)